# Indian Wells Open
L'Indian Wells Open, ufficialmente BNP Paribas Open per motivi di sponsorizzazione, è un torneo professionistico di tennis maschile e femminile, di categoria rispettivamente Masters 1000 e WTA 1000.
La competizione si svolge nel mese di marzo sui campi in cemento dell'Indian Wells Tennis Garden di Indian Wells, in California, Stati Uniti d'America. La sede del torneo è stata costruita nel 2000 e comprende oltre venti campi da tennis, tra cui il campo principale Stadium 1 da 16.100 posti, secondo stadio al mondo per capacità dopo l’Arthur Ashe Stadium degli US Open.
L'Indian Wells Open è uno dei maggiori tornei di tennis al mondo riservati sia agli uomini che alle donne, al di fuori delle prove del Grande Slam. Come i tornei del Grande Slam e altri tornei della sua stessa categoria si svolge nell'arco di due settimane. Si è aggiudicato il premio WTA e il premio ATP come miglior torneo di categoria dal 2014 al 2024.

## Storia
Le origini del torneo risalgono al 1974, quando la prima edizione si svolse a Tucson, Arizona, allora riservata ai soli uomini. Fino al 1988 si sono disputati esclusivamente i tornei maschili. Nel 1976 la sede del torneo fu trasferita al Mission Hills Country Club di Rancho Mirage, nei pressi di Palm Springs nella valle di Coachella, e dopo questo cambiamento il torneo ebbe maggiore successo. L'ex numero 1 americano Charles Pasarell – membro del consiglio dell'ATP – con la collaborazione di giocatori, sponsor e media fece aumentare ulteriormente il prestigio del torneo che divenne uno dei più importanti eventi della stagione tennistica.
In seguito l'ATP propose di spostare il torneo in un nuovo stadio da costruire vicino a Disney World in Florida, ma Pasarell convinse la direzione dell'ATP a mantenere il torneo nella valle di Coachella e il nuovo stadio da 7.500 posti fu costruito sui terreni del La Quinta Hotel nella vicina La Quinta. Pasarell divenne il nuovo direttore del torneo e lo stadio fu inaugurato con l'edizione del 1981, la cui finale vide Jimmy Connors imporsi contro Ivan Lendl. La finale dell'anno successivo vide il trionfo di Yannick Noah che sconfisse lo stesso Lendl interrompendo la sua serie di 44 vittorie consecutive. L'evento stava diventando sempre più importante e Pasarell, assieme al suo socio Raymond Moore e ad altri investitori, per rendere il torneo ancora più attraente creò l'azienda PM Sports Management che fece costruire nella vicina Indian Wells il grande e lussuoso Grand Champions Hotel. Sui terreni adiacenti sorse l’impianto Grand Champions Resort dotato di 12 campi da tennis, tra cui uno stadio da 10.000 posti, un campo clubhouse da 3.000 posti, due campi in erba e due campi in terra battuta.
Il nuovo impianto fu inaugurato in occasione dell'edizione 1987 e si tenne per la prima volta anche il torneo femminile, che non fu però concomitante e non entrò ufficialmente nel calendario WTA nonostante la partecipazione di Steffi Graf. Quell'anno il torneo maschile fu inserito nel calendario del Grand Prix nella categoria Grand Prix Championship Series (assimilabile all’odierna categoria ATP Masters 1000), e la finale fu vinta da Boris Becker su Stefan Edberg. Il campione tedesco si confermò l'anno successivo e i suoi due trionfi consecutivi fornirono un’ulteriore visibilità mediatica al torneo. La prima edizione femminile ufficiale si svolse nel 1989, fu inserita nella categoria Tier III con il nome Virginia Slims of Indian Wells e il singolare fu vinto da Manuela Maleeva. La popolarità dell'evento fu confermata quando per l'edizione del 1990 fu inserito nella neonata categoria Masters 1000 dopo la riforma del calendario ATP di quell'anno. Anche nel 1990 il torneo di Indian Wells venne disputato all'inizio di marzo, periodo in cui si tenne anche negli anni successivi.

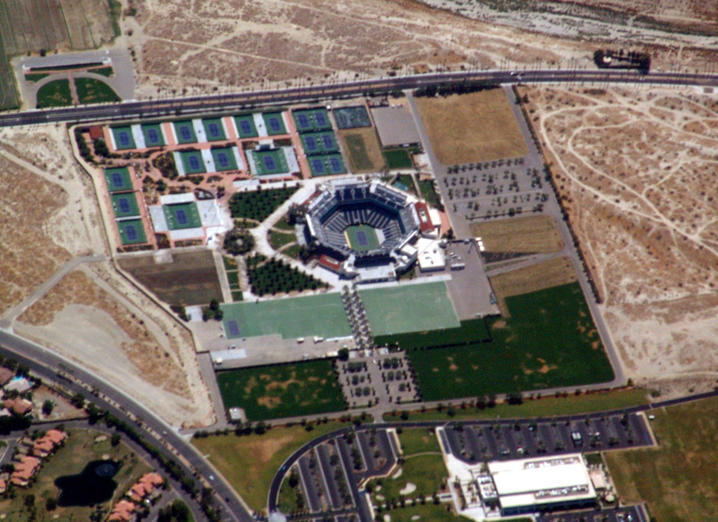
L'Indian Wells Tennis Garden

Come molti tornei statunitensi, Indian Wells conobbe il predominio di giocatori americani per gran parte degli anni novanta con i successi di Jim Courier nel 1991 e nel 1993, di Michael Chang nel 1992, 1996 e 1997, di Pete Sampras nel 1994 e nel 1995. Andre Agassi, vincitore per sei volte del Masters di Miami, vinse Indian Wells solo una volta nel 2001. Il successo del concorso con il tempo è cresciuto costantemente: gli organizzatori del torneo fecero espandere la sede con la creazione dell'Indian Wells Tennis Garden, inaugurato nel 2000, anno in cui si cambiò la superficie passando al plexipave. Nel 2002 e 2003 il singolare fu vinto da Lleyton Hewitt. L'edizione 2004 vide il primo successo di Roger Federer, che sconfisse Tim Henman e si confermò campione anche nei due anni successivi, nei quali riuscì a fare la doppietta Indian Wells-Miami. Federer perse nella sua partita inaugurale nel 2007 contro Guillermo Cañas, sconfitta che pose fine a una serie di 42 vittorie consecutive dello svizzero. Il trofeo fu vinto da Rafael Nadal che ebbe la meglio su Novak Djokovic in finale. Il campione serbo vinse per la prima volta l'anno successivo e Nadal tornò a imporsi nel 2009. Alla fine di quella stagione il torneo e l'Indian Wells Tennis Garden furono acquistati da Larry Ellison.
Dopo la vittoria nel 2010 di Ivan Ljubičić, l'anno successivo vide un altro trionfo di Djokovic, che per la prima volta sconfisse Nadal in finale a Indian Wells. Alla fine del 2011, Pasarell lasciò i suoi incarichi e nell'ottobre 2012 Raymond Moore divenne il nuovo amministratore delegato con Steve Simon direttore del torneo. Nel 2012 Roger Federer vinse per la quarta volta stabilendo il record di vittorie del torneo; record superato da Djokovic con le tre vittorie consecutive dal 2014 al 2016, e nuovamente eguagliato da Federer con il successo nel 2017. A causa della diffusione negli Stati Uniti d'America della Pandemia di COVID-19, l'edizione 2020 è stata annullata a pochi giorni dall'inizio e l'edizione 2021 si è eccezionalmente tenuta nel mese di ottobre. Nel 2024, si è giocata la prima edizione del torneo di doppio misto, composta da otto coppie. Dal 2025 la superficie di gioco è a marchio Laykold, il medesimo utilizzato per i campi dello US Open dal 2020.

### Sponsor
Il torneo ha assunto nel corso degli anni diverse denominazioni legate agli sponsor principali che si sono succeduti. Fino al 1999 i tornei maschili hanno avuto denominazioni differenti da quelle dei tornei femminili: In questo periodo il torneo maschile ha assunto i nomi: American Airlines Tennis Games (1974–1978), Congoleum Classic (1979–1980, 1982–1984), Grand Marnier/ATP Tennis Games (1981), Pilot Pen Classic (1985–1987) e Newsweek Champions Cup (1988–1999).
Nello stesso periodo i tornei femminili hanno preso i nomi: Virginia Slims of Indian Wells (1989–1990), Virginia Slims of Palm Springs (1991), Matrix Essentials Evert Cup (1992–1993), Evert Cup (1994, 1999) e State Farm Evert Cup (1995–1998), questi ultimi in onore di Chris Evert.
Dal 2000 i tornei maschili e femminili si disputano sotto un'unificata denominazione sponsorizzata che ha preso i seguenti nomi: Tennis Masters Series Indian Wells (2000–2001), Pacific Life Open (2002-2008) e BNP Paribas Open (dal 2009).

## Albo d'oro
Nel singolare maschile, Roger Federer (2004, 2005, 2006, 2012, 2017) e Novak Đoković (2008, 2011, 2014, 2015, 2016) detengono il record di titoli conseguiti (cinque ciascuno), mentre Guy Forget (1986, 1987, 1988, 1990, 1993) ha quello del maggior numero di titoli (cinque) nel doppio maschile.
Nessun atleta ha vinto più di due titoli nel singolare femminile, mentre Lisa Raymond (1994, 1995, 2002, 2003, 2006, 2007, 2012) detiene il record di titoli (sette) nel doppio femminile. 
Tra gli atleti italiani, il miglior risultato ottenuto è quello di Simone Bolelli e Fabio Fognini (finalisti nel doppio maschile nel 2015).

### Maschile

#### Singolare
| Indian Wells, California  | Indian Wells, California           | Indian Wells, California           | Indian Wells, California           |
| ------------------------- | ---------------------------------- | ---------------------------------- | ---------------------------------- |
| Anno                      | Vincitore                          | Finalista                          | Punteggio                          |
| 2025                      | Jack Draper                        | Holger Rune                        | 6–2, 6–2                           |
| 2024                      | Carlos Alcaraz (2)                 | Daniil Medvedev                    | 7–6(5), 6–1                        |
| 2023                      | Carlos Alcaraz (1)                 | Daniil Medvedev                    | 6–3, 6–2                           |
| 2022                      | Taylor Fritz                       | Rafael Nadal                       | 6–3, 7–6(5)                        |
| 2021                      | Cameron Norrie                     | Nik'oloz Basilashvili              | 3–6, 6–4, 6–1                      |
| 2020                      | Annullato per pandemia Coronavirus | Annullato per pandemia Coronavirus | Annullato per pandemia Coronavirus |
| 2019                      | Dominic Thiem                      | Roger Federer                      | 3–6, 6–3, 7–5                      |
| 2018                      | Juan Martín del Potro              | Roger Federer                      | 6–4, 6(8)–7, 7–6(2)                |
| 2017                      | Roger Federer (5)                  | Stan Wawrinka                      | 6–4, 7–5                           |
| 2016                      | Novak Đoković (5)                  | Milos Raonic                       | 6–2, 6–0                           |
| 2015                      | Novak Đoković (4)                  | Roger Federer                      | 6–3, 6(5)–7, 6–2                   |
| 2014                      | Novak Đoković (3)                  | Roger Federer                      | 3–6, 6–3, 7–6(3)                   |
| 2013                      | Rafael Nadal (3)                   | Juan Martín del Potro              | 4–6, 6–3, 6–4                      |
| 2012                      | Roger Federer (4)                  | John Isner                         | 7–6(7), 6–3                        |
| 2011                      | Novak Đoković (2)                  | Rafael Nadal                       | 4–6, 6–3, 6–2                      |
| 2010                      | Ivan Ljubičić                      | Andy Roddick                       | 7–6(3), 7–6(5)                     |
| 2009                      | Rafael Nadal (2)                   | Andy Murray                        | 6–1, 6–2                           |
| 2008                      | Novak Đoković (1)                  | Mardy Fish                         | 6–2, 5–7, 6–3                      |
| 2007                      | Rafael Nadal (1)                   | Novak Đoković                      | 6–2, 7–5                           |
| 2006                      | Roger Federer (3)                  | James Blake                        | 7–5, 6–3, 6–0                      |
| 2005                      | Roger Federer (2)                  | Lleyton Hewitt                     | 6–2, 6–4, 6–4                      |
| 2004                      | Roger Federer (1)                  | Tim Henman                         | 6–3, 6–3                           |
| 2003                      | Lleyton Hewitt (2)                 | Gustavo Kuerten                    | 6–1, 6–1                           |
| 2002                      | Lleyton Hewitt (1)                 | Tim Henman                         | 6–1, 6–2                           |
| 2001                      | Andre Agassi                       | Pete Sampras                       | 7–6(5), 7–5, 6–1                   |
| 2000                      | Àlex Corretja                      | Thomas Enqvist                     | 6–4, 6–4, 6–3                      |
| 1999                      | Mark Philippoussis                 | Carlos Moyá                        | 5–7, 6–4, 6–4, 4–6, 6–2            |
| 1998                      | Marcelo Ríos                       | Greg Rusedski                      | 6–3, 6(15)–7, 7–6(4), 6–4          |
| 1997                      | Michael Chang (3)                  | Bohdan Ulihrach                    | 4–6, 6–3, 6–4, 6–3                 |
| 1996                      | Michael Chang (2)                  | Paul Haarhuis                      | 7–5, 6–1, 6–1                      |
| 1995                      | Pete Sampras (2)                   | Andre Agassi                       | 7–5, 6–3, 7–5                      |
| 1994                      | Pete Sampras (1)                   | Petr Korda                         | 4–6, 6–3, 3–6, 6–3, 6–2            |
| 1993                      | Jim Courier (2)                    | Wayne Ferreira                     | 6–3, 6–3, 6–1                      |
| 1992                      | Michael Chang (1)                  | Andrej Česnokov                    | 6–3, 6–4, 7–5                      |
| 1991                      | Jim Courier (1)                    | Guy Forget                         | 4–6, 6–3, 4–6, 6–3, 7–6(4)         |
| 1990                      | Stefan Edberg                      | Andre Agassi                       | 6–4, 5–7, 7–6(1), 7–6(4)           |
| 1989                      | Miloslav Mečíř                     | Yannick Noah                       | 3–6, 2–6, 6–1, 6–2, 6–3            |
| 1988                      | Boris Becker (2)                   | Emilio Sánchez                     | 7–5, 6–4, 2–6, 6–4                 |
| 1987                      | Boris Becker (1)                   | Stefan Edberg                      | 6–4, 6–4, 7–5                      |
| La Quinta, California     |                                    |                                    |                                    |
| 1986                      | Joakim Nyström                     | Yannick Noah                       | 6–1, 6–3, 6–2                      |
| 1985                      | Larry Stefanki                     | David Pate                         | 6–1, 6–4, 3–6, 6–3                 |
| 1984                      | Jimmy Connors (3)                  | Yannick Noah                       | 6–2, 6(7)–7, 6–3                   |
| 1983                      | José Higueras                      | Eliot Teltscher                    | 6–4, 6–2                           |
| 1982                      | Yannick Noah                       | Ivan Lendl                         | 6–4, 2–6, 7–5                      |
| 1981                      | Jimmy Connors (2)                  | Ivan Lendl                         | 6–3, 7–6                           |
| Rancho Mirage, California |                                    |                                    |                                    |
| 1980                      | finale cancellata per pioggia      | finale cancellata per pioggia      | finale cancellata per pioggia      |
| 1979                      | Roscoe Tanner (2)                  | Brian Gottfried                    | 6–4, 6–2                           |
| 1978                      | Roscoe Tanner (1)                  | Raúl Ramírez                       | 6–1, 7–6                           |
| 1977                      | Brian Gottfried                    | Guillermo Vilas                    | 2–6, 6–1, 6–3                      |
| 1976                      | Jimmy Connors (1)                  | Roscoe Tanner                      | 6–4, 6–4                           |
| Tucson                    |                                    |                                    |                                    |
| 1975                      | John Alexander                     | Ilie Năstase                       | 7–5, 6–2                           |
| 1974                      | John Newcombe                      | Arthur Ashe                        | 6–3, 7–6                           |

#### Doppio
| Anno                      | Vincitori                                  | Finalisti                                | Punteggio                          |
| 2025                      | Marcelo Arévalo Mate Pavić                 | Sebastian Korda Jordan Thompson          | 6–3, 6–4                           |
| 2024                      | Wesley Koolhof Nikola Mektić (2)           | Marcel Granollers Horacio Zeballos       | 7–6(2), 7–6(4)                     |
| 2023                      | Rohan Bopanna Matthew Ebden                | Wesley Koolhof Neal Skupski              | 6–3, 2–6, [10–8]                   |
| 2022                      | John Isner (2) Jack Sock (3)               | Santiago González Édouard Roger-Vasselin | 7–6(4), 6–3                        |
| 2021                      | John Peers Filip Polášek                   | Aslan Karacev Andrej Rublëv              | 6–3, 7–6(5)                        |
| 2020                      | Annullato per pandemia Coronavirus         | Annullato per pandemia Coronavirus       | Annullato per pandemia Coronavirus |
| 2019                      | Nikola Mektić (1) Horacio Zeballos         | Łukasz Kubot Marcelo Melo                | 4–6, 6–4, [10–3]                   |
| 2018                      | John Isner (1) Jack Sock (2)               | Bob Bryan Mike Bryan                     | 7–6(4), 7–6(2)                     |
| 2017                      | Raven Klaasen Rajeev Ram                   | Łukasz Kubot Marcelo Melo                | 6(1)–7, 6–4, [10–8]                |
| 2016                      | Pierre-Hugues Herbert Nicolas Mahut        | Vasek Pospisil Jack Sock                 | 6–4, 7–6(5)                        |
| 2015                      | Vasek Pospisil Jack Sock (1)               | Simone Bolelli Fabio Fognini             | 6–4, 6(3)–7, [10–7]                |
| 2014                      | Bob Bryan (2) Mike Bryan (2)               | Alexander Peya Bruno Soares              | 6–4, 6–3                           |
| 2013                      | Bob Bryan (1) Mike Bryan (1)               | Treat Conrad Huey Jerzy Janowicz         | 6–3, 3–6, [10–6]                   |
| 2012                      | Marc López (2) Rafael Nadal (2)            | John Isner Sam Querrey                   | 6–2, 7–6(3)                        |
| 2011                      | Aleksandr Dolhopolov Xavier Malisse        | Roger Federer Stan Wawrinka              | 6–4, 6(5)–7, [10–7]                |
| 2010                      | Marc López (1) Rafael Nadal (1)            | Daniel Nestor Nenad Zimonjić             | 7–6, 6–3                           |
| 2009                      | Mardy Fish Andy Roddick                    | Maks Mirny Andy Ram                      | 3–6, 6–1, [14–12]                  |
| 2008                      | Jonathan Erlich Andy Ram                   | Daniel Nestor Nenad Zimonjić             | 6–4, 6–4                           |
| 2007                      | Martin Damm Leander Paes                   | Jonathan Erlich Andy Ram                 | 6–4, 6–4                           |
| 2006                      | Mark Knowles (4) Daniel Nestor (4)         | Bob Bryan Mike Bryan                     | 6–4, 6–4                           |
| 2005                      | Mark Knowles (3) Daniel Nestor (3)         | Wayne Arthurs Paul Hanley                | 7–6(6), 7–6(2)                     |
| 2004                      | Arnaud Clément Sébastien Grosjean          | Wayne Black Kevin Ullyett                | 6–3, 4–6, 7–5                      |
| 2003                      | Wayne Ferreira (2) Evgenij Kafel'nikov (2) | Bob Bryan Mike Bryan                     | 3–6, 7–5, 6–4                      |
| 2002                      | Mark Knowles (2) Daniel Nestor (2)         | Roger Federer Maks Mirny                 | 6–4, 6–4                           |
| 2001                      | Wayne Ferreira (1) Evgenij Kafel'nikov (1) | Jonas Björkman Todd Woodbridge           | 6–2, 7–5                           |
| 2000                      | Alex O'Brien Jared Palmer                  | Paul Haarhuis Sandon Stolle              | 6–4, 7–6(5)                        |
| 1999                      | Wayne Black Sandon Stolle                  | Ellis Ferreira Rick Leach                | 6–3, 6–4                           |
| 1998                      | Jonas Björkman Patrick Rafter              | Todd Martin Richey Reneberg              | 6–4, 7–6                           |
| 1997                      | Mark Knowles (1) Daniel Nestor (1)         | Mark Philippoussis Patrick Rafter        | 7–5, 6–4                           |
| 1996                      | Todd Woodbridge Mark Woodforde             | Brian MacPhie Michael Tebbutt            | 6–3, 6–4                           |
| 1995                      | Tommy Ho Brett Steven                      | Gary Muller Piet Norval                  | 6–4, 7–6                           |
| 1994                      | Grant Connell Patrick Galbraith            | Byron Black Jonathan Stark               | 3–6, 6–1, 7–6                      |
| 1993                      | Guy Forget (5) Henri Leconte               | Luke Jensen Scott Melville               | 4–6, 6–2, 7–6                      |
| 1992                      | Steve DeVries David Macpherson             | Kent Kinnear Sven Salumaa                | 4–6, 6–3, 6–3                      |
| 1991                      | Jim Courier Javier Sánchez                 | Guy Forget Henri Leconte                 | 7–6, 6–1                           |
| 1990                      | Boris Becker (3) Guy Forget (4)            | Jim Grabb Patrick McEnroe                | 6–4, 6–3                           |
| 1989                      | Boris Becker (2) Jakob Hlasek              | Kevin Curren David Pate                  | 3–6, 6–3, 6–4                      |
| 1988                      | Boris Becker (1) Guy Forget (3)            | Jorge Lozano Todd Witsken                | 6–3, 6–3                           |
| 1987                      | Guy Forget (2) Yannick Noah                | Boris Becker Eric Jelen                  | 5–7, 7–6, 7–5                      |
| La Quinta, California     |                                            |                                          |                                    |
| 1986                      | Peter Fleming Guy Forget (1)               | Yannick Noah Sherwood Stewart            | 7–6, 6–2                           |
| 1985                      | Heinz Günthardt Balázs Taróczy             | Ken Flach Robert Seguso                  | 3–6, 7–6, 6–3                      |
| 1984                      | Bernard Mitton Butch Walts                 | Scott Davis Ferdi Taygan                 | 4–6, 6–4, 7–6                      |
| 1983                      | Brian Gottfried (2) Raúl Ramírez (3)       | Tian Viljoen Danie Visser                | 6–3, 6–3                           |
| 1982                      | Brian Gottfried (1) Raúl Ramírez (2)       | John Lloyd Dick Stockton                 | 6–4, 3–6, 6–2                      |
| 1981                      | Bruce Manson Brian Teacher                 | Terry Moor Eliot Teltscher               | 7–6, 6–2                           |
| Rancho Mirage, California |                                            |                                          |                                    |
| 1980                      | finale cancellata per pioggia              | finale cancellata per pioggia            | finale cancellata per pioggia      |
| 1979                      | Gene Mayer Sandy Mayer (2)                 | Cliff Drysdale Bruce Manson              | 6–4, 7–6                           |
| 1978                      | Raymond Moore Roscoe Tanner                | Bob Hewitt Frew McMillan                 | 6–4, 6–4                           |
| 1977                      | Bob Hewitt Frew McMillan                   | Marty Riessen Roscoe Tanner              | 7–6, 7–6                           |
| 1976                      | Colin Dibley Sandy Mayer (1)               | Raymond Moore Erik Van Dillen            | 6–3, 7–5                           |
| Tucson                    |                                            |                                          |                                    |
| 1975                      | William Brown Raúl Ramírez (1)             | Raymond Moore Dennis Ralston             | 2–6, 7–6, 6–4                      |
| 1974                      | Charlie Pasarell Sherwood Stewart          | Tom Edlefsen Manuel Orantes              | 6–4, 6–4                           |

### Femminile

#### Singolare
| Anno | Categoria                          | Vincitrice                         | Finalista                          | Punteggio                          |
| 1989 | Tier III                           | Manuela Maleeva Fragniere          | Jenny Byrne                        | 6–4, 6–1                           |
| 1990 | Tier II                            | Martina Navrátilová (1)            | Helena Suková                      | 6–2, 5–7, 6–1                      |
| 1991 | Tier II                            | Martina Navrátilová (2)            | Monica Seles                       | 6–2, 7–6(6)                        |
| 1992 | Tier II                            | Monica Seles                       | Conchita Martínez                  | 6–3, 6–1                           |
| 1993 | Tier II                            | Mary Joe Fernández (1)             | Amanda Coetzer                     | 3–6, 6–1, 7–6(6)                   |
| 1994 | Tier II                            | Steffi Graf (1)                    | Amanda Coetzer                     | 6–0, 6–4                           |
| 1995 | Tier II                            | Mary Joe Fernández (2)             | Nataša Zvereva                     | 6–4, 6–3                           |
| 1996 | Tier II                            | Steffi Graf (2)                    | Conchita Martínez                  | 7–6(5), 7–6(5)                     |
| 1997 | Tier I                             | Lindsay Davenport (1)              | Irina Spîrlea                      | 6–2, 6–1                           |
| 1998 | Tier I                             | Martina Hingis                     | Lindsay Davenport                  | 6–3, 6–4                           |
| 1999 | Tier I                             | Serena Williams (1)                | Steffi Graf                        | 6–3, 3–6, 7–5                      |
| 2000 | Tier I                             | Lindsay Davenport (2)              | Martina Hingis                     | 4–6, 6–4, 6–0                      |
| 2001 | Tier I                             | Serena Williams (2)                | Kim Clijsters                      | 4–6, 6–4, 6–2                      |
| 2002 | Tier I                             | Daniela Hantuchová (1)             | Martina Hingis                     | 6–3, 6–4                           |
| 2003 | Tier I                             | Kim Clijsters (1)                  | Lindsay Davenport                  | 6–4, 7–5                           |
| 2004 | Tier I                             | Justine Henin                      | Lindsay Davenport                  | 6–1, 6–4                           |
| 2005 | Tier I                             | Kim Clijsters (2)                  | Lindsay Davenport                  | 6–4, 4–6, 6–2                      |
| 2006 | Tier I                             | Marija Šarapova (1)                | Elena Dement'eva                   | 6–1, 6–2                           |
| 2007 | Tier I                             | Daniela Hantuchová (2)             | Svetlana Kuznecova                 | 6–3, 6–4                           |
| 2008 | Tier I                             | Ana Ivanović                       | Svetlana Kuznecova                 | 6–4, 6–3                           |
| 2009 | Mandatory                          | Vera Zvonarëva                     | Ana Ivanović                       | 7–6(5), 6–2                        |
| 2010 | Mandatory                          | Jelena Janković                    | Caroline Wozniacki                 | 6–2, 6–4                           |
| 2011 | Mandatory                          | Caroline Wozniacki                 | Marion Bartoli                     | 6–1, 2–6, 6–3                      |
| 2012 | Mandatory                          | Viktoryja Azaranka (1)             | Marija Šarapova                    | 6–2, 6–3                           |
| 2013 | Mandatory                          | Marija Šarapova (2)                | Caroline Wozniacki                 | 6–2, 6–2                           |
| 2014 | Mandatory                          | Flavia Pennetta                    | Agnieszka Radwańska                | 6–2, 6–1                           |
| 2015 | Mandatory                          | Simona Halep                       | Jelena Janković                    | 2–6, 7–5, 6–4                      |
| 2016 | Mandatory                          | Viktoryja Azaranka (2)             | Serena Williams                    | 6–4, 6–4                           |
| 2017 | Mandatory                          | Elena Vesnina                      | Svetlana Kuznecova                 | 6(6)–7, 7–5, 6–4                   |
| 2018 | Mandatory                          | Naomi Ōsaka                        | Daria Kasatkina                    | 6–3, 6–2                           |
| 2019 | Mandatory                          | Bianca Andreescu                   | Angelique Kerber                   | 6–4, 3–6, 6–4                      |
| 2020 | Annullato per pandemia Coronavirus | Annullato per pandemia Coronavirus | Annullato per pandemia Coronavirus | Annullato per pandemia Coronavirus |
| 2021 | WTA 1000                           | Paula Badosa                       | Viktoryja Azaranka                 | 7–6(5), 2–6, 7–6(2)                |
| 2022 | WTA 1000                           | Iga Świątek (1)                    | Maria Sakkarī                      | 6–4, 6–1                           |
| 2023 | WTA 1000                           | Elena Rybakina                     | Aryna Sabalenka                    | 7–6(11), 6–4                       |
| 2024 | WTA 1000                           | Iga Świątek (2)                    | Maria Sakkarī                      | 6–4, 6–0                           |
| 2025 | WTA 1000                           | Mirra Andreeva                     | Aryna Sabalenka                    | 2–6, 6–4, 6–3                      |

#### Doppio
| Anno | Categoria                          | Vincitrici                                  | Finaliste                                  | Punteggio                               |
| 1989 | Tier III                           | Rosalyn Fairbank Hana Mandlíková            | Gretchen Rush Magers Pam Shriver           | 6–3, 6(4)–7, 6–3                        |
| 1990 | Tier II                            | Jana Novotná Helena Suková (1)              | Gigi Fernández Martina Navrátilová         | 6–2, 7–6(6)                             |
| 1991 | Tier II                            | Doppio cancellato a causa della pioggia     | Doppio cancellato a causa della pioggia    | Doppio cancellato a causa della pioggia |
| 1992 | Tier II                            | Claudia Kohde Kilsch Stephanie Rehe         | Jill Hetherington Kathy Rinaldi            | 6–3, 6–3                                |
| 1993 | Tier II                            | Rennae Stubbs Helena Suková (2)             | Ann Grossman Patricia Hy                   | 6–3, 6–4                                |
| 1994 | Tier II                            | Lindsay Davenport (1) Lisa Raymond (1)      | Manon Bollegraf Helena Suková              | 6–2, 6–4                                |
| 1995 | Tier II                            | Lindsay Davenport (2) Lisa Raymond (2)      | Larisa Neiland Arantxa Sánchez Vicario     | 2–6, 6–4, 6–3                           |
| 1996 | Tier II                            | Chanda Rubin Brenda Schultz                 | Julie Halard Nathalie Tauziat              | 6–1, 6–4                                |
| 1997 | Tier I                             | Lindsay Davenport (3) Nataša Zvereva (1)    | Lisa Raymond Nathalie Tauziat              | 7–5, 6–2                                |
| 1998 | Tier I                             | Lindsay Davenport (4) Nataša Zvereva (2)    | Alexandra Fusai Nathalie Tauziat           | 6–4, 2–6, 6–4                           |
| 1999 | Tier I                             | Martina Hingis (1) Anna Kurnikova           | Mary Joe Fernández Jana Novotná            | 6–2, 6–2                                |
| 2000 | Tier I                             | Lindsay Davenport (5) Corina Morariu        | Anna Kurnikova Nataša Zvereva              | 6–2, 6–3                                |
| 2001 | Tier I                             | Nicole Arendt Ai Sugiyama                   | Virginia Ruano Pascual Paola Suárez        | 6–4, 6–4                                |
| 2002 | Tier I                             | Lisa Raymond (3) Rennae Stubbs              | Elena Dement'eva Janette Husárová          | 7–5, 6–0                                |
| 2003 | Tier I                             | Lindsay Davenport (6) Lisa Raymond (4)      | Kim Clijsters Ai Sugiyama                  | 3–6, 6–4, 6–1                           |
| 2004 | Tier I                             | Virginia Ruano Pascual (1) Paola Suárez     | Svetlana Kuznecova Elena Lichovceva        | 6–1, 6–2                                |
| 2005 | Tier I                             | Virginia Ruano Pascual (2) Paola Suárez (2) | Nadia Petrova Meghann Shaughnessy          | 7–6(3), 6–1                             |
| 2006 | Tier I                             | Lisa Raymond (5) Samantha Stosur (1)        | Virginia Ruano Pascual Meghann Shaughnessy | 6–2, 7–5                                |
| 2007 | Tier I                             | Lisa Raymond (6) Samantha Stosur (2)        | Yung-Jan Chan Chia-Jung Chuang             | 6–3, 7–5                                |
| 2008 | Tier I                             | Dinara Safina Elena Vesnina (1)             | Yan Zi Zheng Jie                           | 6–1, 1–6, [10–8]                        |
| 2009 | Mandatory                          | Viktoryja Azaranka Vera Zvonarëva           | Gisela Dulko Shahar Peer                   | 6–4, 3–6, [10–5]                        |
| 2010 | Mandatory                          | Květa Peschke Katarina Srebotnik            | Nadia Petrova Samantha Stosur              | 6–4, 2–6, [10–5]                        |
| 2011 | Mandatory                          | Sania Mirza (1) Elena Vesnina (2)           | Bethanie Mattek-Sands Meghann Shaughnessy  | 6–0, 7–5                                |
| 2012 | Mandatory                          | Liezel Huber Lisa Raymond (7)               | Sania Mirza Elena Vesnina                  | 6–2, 6–3                                |
| 2013 | Mandatory                          | Ekaterina Makarova Elena Vesnina (3)        | Nadia Petrova Katarina Srebotnik           | 6–0, 5–7, [10–6]                        |
| 2014 | Mandatory                          | Hsieh Su-wei (1) Peng Shuai                 | Cara Black Sania Mirza                     | 7–6(5), 6–2                             |
| 2015 | Mandatory                          | Martina Hingis (2) Sania Mirza (2)          | Ekaterina Makarova Elena Vesnina           | 6–3, 6–4                                |
| 2016 | Mandatory                          | Bethanie Mattek-Sands Coco Vandeweghe       | Julia Görges Karolína Plíšková             | 4–6, 6–4, [10–6]                        |
| 2017 | Mandatory                          | Chan Yung-jan Martina Hingis (3)            | Lucie Hradecká Kateřina Siniaková          | 7–6(4), 6–2                             |
| 2018 | Mandatory                          | Hsieh Su-wei (2) Barbora Strýcová           | Ekaterina Makarova Elena Vesnina           | 6–4, 6–4                                |
| 2019 | Mandatory                          | Elise Mertens (1) Aryna Sabalenka           | Barbora Krejčíková Kateřina Siniaková      | 6–3, 6–2                                |
| 2020 | Annullato per pandemia Coronavirus | Annullato per pandemia Coronavirus          | Annullato per pandemia Coronavirus         | Annullato per pandemia Coronavirus      |
| 2021 | WTA 1000                           | Hsieh Su-wei (3) Elise Mertens (2)          | Veronika Kudermetova Elena Rybakina        | 7–6(1), 6–3                             |
| 2022 | WTA 1000                           | Xu Yifan Yang Zhaoxuan                      | Asia Muhammad Ena Shibahara                | 7–5, 7–6(4)                             |
| 2023 | WTA 1000                           | Barbora Krejčíková Kateřina Siniaková       | Beatriz Haddad Maia Laura Siegemund        | 6–1, 6(3)–7, [10-7]                     |
| 2024 | WTA 1000                           | Hsieh Su-wei (4) Elise Mertens (3)          | Storm Hunter Kateřina Siniaková            | 6–3, 6–4                                |
| 2025 | WTA 1000                           | Asia Muhammad Demi Schuurs                  | Tereza Mihalíková Olivia Nicholls          | 6–2, 7–6(4)                             |

### Doppio Misto
| Anno | Categoria | Vincitori                    | Finalisti                              | Punteggio           |
| 2024 | WTA 1000  | Storm Hunter Matthew Ebden   | Caroline Garcia Édouard Roger-Vasselin | 6–3, 6–3            |
| 2025 | WTA 1000  | Sara Errani Andrea Vavassori | Bethanie Mattek-Sands Mate Pavić       | 6(3)–7, 6–3, [10–8] |